# Meister Martin der Küfner und seine Gesellen

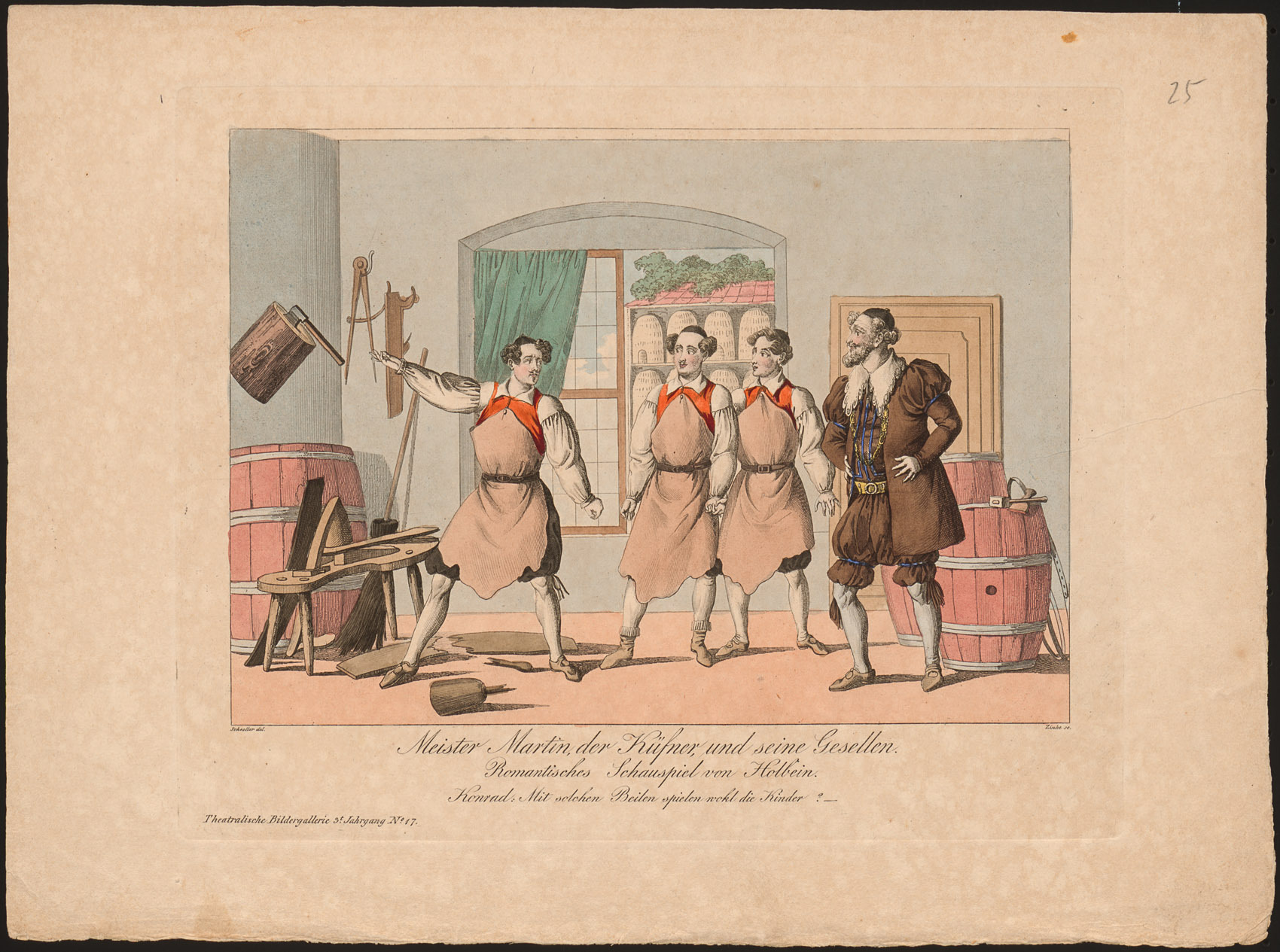
Szenenbild - Meister Martin der Küfner und seine Gesellen - 1836

Meister Martin der Küfner und seine Gesellen ist eine Erzählung von E. T. A. Hoffmann, die im vierten Abschnitt des zweiten Bandes der Sammlung „Die Serapionsbrüder“ 1819 bei G. Reimer in Berlin erschien. Im Herbst 1818 war der Text in der Gleditsch'schen Buchhandlung in Leipzig vorabgedruckt worden. Der Autor ließ sich beim Schreiben von Carl Wilhelm Kolbes Gemälde „Bötticher Werkstatt. Altdeutsch von 1568“ anregen und las Wagenseils „De civitate Noribergensi commentatio“ aus dem Jahr 1697 sowie Johann Georg Krünitz’ „Oeconomische Encyclopädie“.
Meister Martin wähnt, er müsse seine einzige Tochter einem tüchtigen Küfnermeister zur Frau geben. Drei junge Männer – ein Handwerker, ein Künstler und ein Ritter – geben sich als Küfnergesellen aus und werben um die Schöne. Der Handwerker, ein Silberschmied, macht das Rennen. Er heilt den Schwiegervater von seinem Wahn.

## Inhalt
Der Serapionsbruder Sylvester (Contessa) erzählt eine Altnürnberger Geschichte:
Wie Herr Martin zum Kerzenmeister erwählt wurde und sich dafür bedankte
Am 1. Mai 1580 wird in der freien Reichsstadt Nürnberg der Meister Thomas Martin in der feierlichen Gewerks-Versammlung der ehrsamen Zunft der Böttcher, Küper oder Küfner zum Vorsteher oder Kerzenmeister gewählt. Der neue Kerzenmeister posaunt im Brustton der Überzeugung heraus, er habe nur empfangen, was ihm gebührt. Befremdet nehmen die anwesenden Meister Martins Antrittsrede zur Kenntnis und tauen erst auf, als der korpulente Meister Martin den Kollegen edle Weine aus seinem Keller anbietet.
Was sich darauf weiter in Meister Martins Hause begab
Dieser 1. Mai, so scheint es Meister Martin, wird ein guter Tag. Erst die Wahl zum Kerzenmeister und nun betritt auch noch Junker Heinrich von Spangenberg, der älteste Kunde, das Haus. Meister Martin hofft auf Bestellungen.
Wie Meister Martin sein Handwerk über alle andere erhob
Der Junker aber hat nur eine Frage. Wenn sein Sohn um Rosa, die Tochter des Meisters würbe, welche Antwort gäbe dann Martin? Der Hausherr erwidert ohne Zögern, seine 18-jährige Rosa bekäme kein Patrizier, sondern nur ein Küpermeister, der mit Schlägel, Degsel, Bandhake und Fügbank umgehen kann. Denn Meister Martin hält sein Handwerk für das Herrlichste.
Die Weissagung der alten Großmutter
Die starre Haltung des Vaters kommt nicht von ungefähr. Rosas Mutter war im Kindbett gestorben. So war das Mädchen von der Großmutter aufgezogen worden. Auf dem Sterbebett hatte dann die Großmutter ein kryptisches Lied gesungen, das Meister Martin so auslegt: Alles wird gut, wenn Rosa einmal einen tüchtigen Küpermeister zu Manne wählt.
Wie die beiden jungen Gesellen, Friedrich und Reinhold, miteinander bekannt wurden
Vor den Toren Nürnbergs begegnen sich die zwei jungen Gesellen Friedrich und Reinhold. Beide sind auf dem Wege zu Meister Martin. Eigentlich wollte Friedrich ein Goldschmied werden wie einst Benvenuto Cellini. Aus Liebe zur holdseligen Rosa hat er den Beruf an den Nagel gehängt und sich zum Küper ausbilden lassen. Reinhold schwärmt von seinem Aufenthalt in Italien, dem Land der Kunst, dem Ort der Maler.
Wie die beiden jungen Gesellen, Reinhold und Friedrich, in Meister Martins Hause aufgenommen wurden
Rosa, die Friedrich von früher her kennt, kann nicht verstehen, weshalb er die Kunst des Silberschmieds nicht mehr ausübt. Voller Stolz stellt Meister Martin den Zunftmeistern seine Gesellen Reinhold und Friedrich vor.
Wie der dritte Gesell zum Meister Martin ins Haus kam, und was sich darauf weiter begab
Meister Martin nimmt noch Conrad als Gesellen auf. Obwohl sich Conrad mit keinem einzigen Handwerker-Papier ausweisen kann, schlägt er nicht nur an der Werkbank ziemlich kräftig zu. Sonntags auf der Allerwiese besiegt er im ritterlichen Spiele sämtliche Gegner. Von der holden Zuschauerin Rosa erbittet und erhält er abends jenen leicht verwelkten Strauß, den das Mädchen an der Brust trägt.
Conrads Streit mit dem Meister Martin
Als Conrad während der alltäglichen Arbeit mit seinen Bärenkräften ein Fass zerschlägt, versetzt ihm der erboste Meister Martin „einen tüchtigen Schlag über den Rücken“. Der bestrafte Geselle schlägt zurück, verwundet dabei dem Meister mit einem Hieb des Lenkbeils und flüchtet.
Reinhold verläßt Meister Martins Haus
Reinhold lässt sich nicht mehr blicken. Als Friedrich in Reinholds Kammer nach dem Rechten sieht, steht er vor einem Kunstwerk – einem Gemälde mit dem Bildnis Rosas. Reinhold gesteht Friedrich, dass er kein Küper, sondern ein Maler ist. Das erbärmliche Küperhandwerk draußen in der Werkstatt ekele ihn unbeschreiblich an. Ihn zieht es in sein Italien: „...wie konnt' ich auch nur der göttlichen Kunst abtrünnig werden! – bald werd ich mich wieder baden in deinen glühenden Düften, herrliches Land, du Heimat aller Kunst!“ Der Maler reitet davon.
Wie Friedrich vom Meister Martin aus der Werkstatt fortgejagt wurde
Meister Martin verspricht Friedrich seine Tochter zur Frau. Anstatt sein Meisterstück zu produzieren, arbeitet Friedrich wieder als Silberschmied. Vom Meister Martin zur Rede gestellt, gesteht Friedrich: „Meister! – es ist nun alles aus – nein und wenn es mir das Leben kostet, wenn ich vergehen soll in namenlosem Elend – ich kann nicht mehr – nicht mehr arbeiten im schnöden Handwerk, da es mich hinzieht zu meiner herrlichen Kunst,...“ Schnöde hat noch keiner in Martins Werkstatt die Küperei genannt. Der Meister wirft den Gesellen hinaus.
Beschluß
Das Orakel der Großmutter geht in Erfüllung. Alles wird wirklich gut – ein perfektes Happy End. Meister Martin gibt Friedrich, dem exzellenten „Goldschmidt“ in spe, seine Rosa doch zur Frau. Zur Hochzeitsfeier erscheinen der Maler Reinhold und der Junker Heinrich von Spangenberg mit seinem Sohn, dem Ritter Conrad. Letzterer ist inzwischen mit einer anderen Rosa verehelicht und begrüßt den Meister Martin: „Eigentlich, lieber Meister, musst ich Euch totschlagen; das werdet Ihr wohl einsehen, aber nun hat sich ja alles ganz anders gefügt.“ Der Angesprochene erwidert, „aus dem bißchen Ritzen mit dem Lenkbeil habe er sich gar nichts gemacht.“

## Rezeption
Äußerungen im 19. Jahrhundert
- Ein anonymer Verfasser meint 1818 in der „Allgemeinen Literatur-Zeitung“ (Bd. 3, Nr. 290), dass der Text „zu dem Vollendetsten gehört, was unsere Literatur in der Gattung der Poesie aufzuweisen hat“.[13]
- Im „Journal für Literatur, Kunst, Luxus und Mode“ (Weimar im Oktober 1818) steht auf S. 636, jeder Pinselstrich sitze und „falscher, die Augen des oberflächlichen Betrachters blendender Schimmer“ fehle.[14]
- Wetzel bespricht 1819 in den „Heidelbergischen Jahrbüchern der Litteratur“ die beim Leser gut angekommene Geschichte wohlwollend.[15]
- George Sand meinte 1840 in ihrem Le Compagnon du Tour de France (Kapitel 9), diese Erzählung sei Hoffmanns Meisterwerk.
- Willibald Alexis lobt zwar 1823 den Text, doch Segebrecht[16] sieht in der Äußerung gleichzeitig Tadel, wenn davon die Rede ist, wie E. T. A. Hoffmann die „wilde Kraft“ sowie die „ausschweifende Phantasie“ beim Schreiben bändigen musste. Nach Segebrecht[17] tute Eichendorff 1847 in Alexis’ Horn.[18] Zudem will Segebrecht Eichendorff auch noch in das Horn des E. T. A.-Hoffmann-Verächters Goethe blasen hören. Goethe hatte 1827 (1833 postum publiziert) gegen „die krankhaften Werke des leidenden Mannes“[19] von seinem Weimarer Olymp herab gewettert und damit dem Ansehen Hoffmanns für das restliche Jahrhundert geschadet. Goethe wiederum sei in seinem Urteil Walter Scotts Verurteilung Hoffmanns gefolgt.[20]

Äußerungen seit Anfang des 20. Jahrhunderts
- Mit der Maxime, nach der der Autor einzig und allein seine Persönlichkeit wahrhaftig ausdrücken müsse, hätten endlich Ricarda Huch, Franz Blei, Richard von Schaukal und Hans von Müller aus Goethes Fahrwasser herausgefunden.[21] Allerdings hätten sich solche Autoren von der im 19. Jahrhundert vorherrschenden Wertschätzung des „Meisters Martin“ abgewandt und vielmehr Texte wie den „Sandmann“ favorisiert.[22] Georg Ellinger meint, man sollte doch E. T. A. Hoffmann lieber keine „Schönfärberei... des alten deutschen heiteren Bürgerlebens... nachweisen“[23]. Carl Georg von Maassen[24] schreibt: „Meister Martin ist gewiß eine Glanzleistung; wer dieses Stück aber für Hoffmanns bestes Werk zu halten geneigt ist, hat von seinem Geiste wohl nie einen Hauch verspürt.“
- Walther Harich[25] bemerkt 1920 in Anbetracht des Textendes, es bröckele im Gefüge der beginnenden Neuzeit. Es werde ein Blick auf eine „Zeitenwende“ geworfen, in der Altvertrautes aus dem Lot gerate.[26] Hans-Georg Werner[27] beanstandet 1971 das verklärte Bild der Stände ausgangs des 16. Jahrhunderts. Überdies lasse E. T. A. Hoffmann den leibeigenen Bauer neben Handwerker, Künstler und Patrizier einfach weg. Safranski[28] spricht von einer „rückwärtsgewandten Utopie“ und Kaiser[29] von einer „chronikartigen Erzählung“. In der gehe es um die Besinnung auf verloren gegangenes künstlerisches Handwerk.[30] Feldges und Stadler artikulieren Bedenken zu dem gesellschaftskritischen Part der Arbeit Werners.[31]
- Bergengruen[32] distanziert sich: Zwar habe E. T. A. Hoffmann „Dinge von reinem Ebenmaß geschrieben, etwa den Meister Martin; aber hier ist er am wenigsten er selbst, und man hat solche Dinge zu Unrecht als Meistererzählung bezeichnet.“
- Segebrecht[33] wird zu Anfang der Lektüre an die „Herzensergießungen eines kunstliebenden Klosterbruders“ erinnert.[34] Segebrecht[35] nennt drei Literaturstellen: Bernhard Schemmel (Redakteur des erhaltenen Manuskripts), Bamberg 1984[36]; Bernhard Schubert, Königstein 1985 und zu dem wiedergefundenen oben genannten Kolbe-Gemälde: Klaus Türk, anno 2003.
- Den drei „Gesellen“ geht es gar nicht um das Meisterstück – also um das perfekte Weinfass –, sondern um die Gunst der schönen Meisterstochter. Kremer[37] weist auf ein weiteres komisches Element hin. Im Wettstreit der drei „Gesellen“ gibt es eigentlich keinen richtigen Verlierer. Der Ritter bekommt eine „zwillingsgleiche“ Rosa zur Frau und dem Maler gelingt ein neues Kunstwerk – das Abbild der Meisterstochter.
- Die Geschichte zählt zu den meistillustrierten Werken des Autors.[38]
- In jüngeren Kritiken wird das Literaturverständnis der zweiten Hälfte des 20. Jahrhunderts unverblümt artikuliert. Kremer[39] schreibt 1998: Der Verfasser lasse sich „auf Klischees ein, die bisweilen in zähem Kitsch erstarren“[40].
- Feldges und Stadler[41] nennen Arbeiten von Franz Fühmann, Harvey W. Hewett-Thayer, P. Kolb (1924), Claudio Magris, Jean F. A. Ricci, Arthur Sakheim (Leipzig 1908) und Ilse Winter.

### Erstausgabe
- Meister Martin der Küfner und seine Gesellen in: Die Serapionsbrüder. Gesammelte Erzählungen und Mährchen. Herausgegeben von E. T. A. Hoffmann. Zweiter Band. Berlin 1819. Bei G. Reimer. 614 S.[42]

### Verwendete Ausgabe
- E. T. A. Hoffmann: Meister Martin der Küfner und seine Gesellen S. 502–569 in: Wulf Segebrecht (Hrsg.): E. T. A. Hoffmann: Die Serapions-Brüder. Deutscher Klassiker Verlag im Taschenbuch. Bd. 28. Frankfurt am Main 2008, ISBN 978-3-618-68028-4 (entspricht: Bd. 4 in: Wulf Segebrecht (Hrsg.): „E. T. A. Hoffmann: Sämtliche Werke in sieben Bänden“, Frankfurt am Main 2001)

### Sekundärliteratur
- Hans-Georg Werner: E. T. A. Hoffmann. Darstellung und Deutung der Wirklichkeit im dichterischen Werk. Arion Verlag, Weimar 1962, S. 111–116.
- Rüdiger Safranski: E. T. A. Hoffmann. Das Leben eines skeptischen Phantasten. 2. Auflage. Fischer-Taschenbuch-Verlag, Frankfurt am Main 2001, ISBN 3-596-14301-2 (Lizenzgeber: Hanser 1984)
- Brigitte Feldges, Ulrich Stadler: E. T. A. Hoffmann. Epoche – Werk – Wirkung. C. H. Beck, München 1986, ISBN 3-406-31241-1, S. 168–179.
- Gerhard R. Kaiser: E. T. A. Hoffmann. Metzler, Stuttgart 1988, ISBN 3-476-10243-2. (Sammlung Metzler; 243; Realien zur Literatur)
- Detlef Kremer: E. T. A. Hoffmann zur Einführung. Junius Verlag, Berlin 1998, ISBN 3-88506-966-0.
- Detlef Kremer: E. T. A. Hoffmann. Erzählungen und Romane. Erich Schmidt Verlag, Berlin 1999, ISBN 3-503-04939-8
- Gero von Wilpert: Lexikon der Weltliteratur. Deutsche Autoren A – Z. 4. völlig neubearbeitete Auflage. Kröner, Stuttgart 2004, ISBN 3-520-83704-8, S. 284, 2. Spalte unten
- Detlef Kremer (Hrsg.): E. T. A. Hoffmann. Leben – Werk – Wirkung. Walter de Gruyter, Berlin 2009, ISBN 978-3-11-018382-5